# 石神本町
石神本町（いしがみほんまち）は、愛知県名古屋市東区の地名。丁目は設定されていなかった。1981年（昭和56年）9月13日、同区筒井三丁目および葵三丁目にそれぞれ編入された。

## 地理
東は内山町、西は赤萩町3丁目、南は赤萩町2丁目、北は東矢場町・池内本町に接する。

### 学区
- 中学校 - 名古屋市立あずま中学校
- 小学校 - 名古屋市立葵小学校[6][7][8]

### 人口
国勢調査による人口の推移
| 1950年（昭和25年） | 358人 |  |
| 1955年（昭和30年） | 411人 |  |
| 1960年（昭和35年） | 430人 |  |
| 1965年（昭和40年） | 397人 |  |
| 1970年（昭和45年） | 324人 |  |
| 1975年（昭和50年） | 214人 |  |

## 歴史

### 地名の由来
石神堂とも称される物部神社が鎮座することによる。

### 沿革
- 1935年（昭和10年）5月1日 - 東区千種町の一部により、同区石神本町として成立[10]。
- 1981年（昭和56年）9月13日 - 東区筒井三丁目および葵三丁目にそれぞれ編入され、消滅[2]。